# Alen Ožbolt
Alen Ožbolt (* 24. Juni 1996 in Novo mesto) ist ein slowenischer Fußballspieler.

## Karriere

### Verein
Ožbolt spielte in der Jugend von NK Domžale, ehe er in der Saison 2013/14 in den Kader der Profimannschaft hochgezogen wurde und am 7. Dezember 2013 beim 4:1-Heimsieg über den NK Triglav Kranj sein Ligadebüt absolvierte, als er beim Stande von 4:0 in der 75. Minute für Sasha Aneff eingewechselt wurde. Seinen ersten Treffer erzielte er im Eröffnungsspiel der Saison 2014/15 beim Auswärtsspiel gegen ND Gorica, wo er in der 10. Minute den einzigen Treffer des Spiels markierte. Zwei weitere Treffer gegen den NK Rudar Velenje und den NK Radomlje folgten noch bis zum Saisonende.
Im Januar 2015 wurde er ins Wintertrainingslager des BVB ins türkische Belek eingeladen und wusste dort auch in einem Testspiel gegen Lokomotive Moskau zu überzeugen, ihm gelang der 1:0-Siegtreffer. Zur Saison 2015/16 wurde Ožbolt an den deutschen Viertligisten Borussia Dortmund II ausgeliehen und kam dort auf 26 Liga-Einsätze. Nach drei Spielen in der Saison 2016/17 kehrte er zu NK Domžale zurück.
Im Januar 2018 wechselte er zum österreichischen Zweitligisten TSV Hartberg. Mit Hartberg konnte er 2018 in die Bundesliga aufsteigen. Im August 2018 wurde sein Vertrag aufgelöst.
Daraufhin wechselte er im September 2018 nach Bulgarien zu Lokomotive Plowdiw, wo er einen bis Juni 2021 laufenden Vertrag erhielt. Er debütierte sechs Tage später beim 3:1-Auswärtssieg über Septemwri Sofia, wo er in der 81. Minute für Bircent Karagaren ins Spiel kam. Nachdem er mit Plowdiw in der Saison 2018/19 bulgarischer Pokalsieger wurde, wechselte er im Januar 2020 zum ŠK Slovan Bratislava.

### Nationalmannschaft
Alen Ožbolt lief bisher für die U-16-, U-17- und U-19-Nationalmannschaft Sloweniens auf. Von 2015 bis 2018 gehörte er dem Kader der slowenischen U-21-Nationalmannschaft an. Er bestritt insgesamt 22 Länderspiele (zehn Tore) für die U-21-Nationalmannschaft, beim 4:0-Testspielsieg gegen Andorra debütierte er, als er in der zweiten Halbzeit zum Einsatz kam.

## Titel und Erfolge
NK Domžale
- Slowenischer Fußballpokal: 2016/17

Lokomotive Plowdiw
- Bulgarischer Fußballpokal: 2018/19
- Tor des Jahres 2019[8]